# 岸川勝也
岸川 勝也（きしかわ かつや、1965年4月24日 - ）は、佐賀県佐賀市出身の元プロ野球選手（外野手）、野球指導者、野球解説者。

## 経歴

### 現役時代
佐賀北高時代に46本塁打を放ち、注目される。打撃練習では頻繁に校外まで打球を飛ばし、近隣の民家や商店に直撃させていた為、外野のネットをより高く建て替えさせたという逸話が残っている。三塁手、四番打者として1983年夏の甲子園県予選決勝に進むが、エース内山正博を擁する鳥栖高に敗れて甲子園には届かなかった。
1983年度プロ野球ドラフト会議で仲田幸司のクジを外した南海ホークスから3位指名を受けて入団した。契約金3300万円、年俸320万円。長距離打者として期待された。
1985年に一軍に上がる。同年8月は指名打者、一塁手として3試合に先発、うち2試合は四番打者として起用される。
1986年は主に三塁手として18試合に先発出場。翌年は故障もあって低迷する。
1988年には8月下旬から一軍に定着、主に右翼手として起用され、大阪スタヂアム最後のヒーローインタビューを受ける。
1989年は、開幕から左翼手、六番打者に抜擢され、初の規定打席（26位、打率.260）に到達した。同年は26本塁打を放ち、そのうち3本がサヨナラ本塁打であり、パ・リーグ記録を樹立した。この記録は同時に当時のプロ野球記録でもあった。後にジャック・ハウエルが1993年に5本を記録し更新した。
更に同年秋のセパ東西対抗では公式戦では達成がなかったサイクル安打を記録し、MVPを獲得した。1989年 - 1991年まで3シーズン連続で20本塁打以上を放ち、和製大砲として首脳陣の期待も高かった。
1991年は8月までの79試合で20本塁打を放ち自己新ペースであったが、8月9日の近鉄バファローズ戦でジム・トレーバーの打球を追うときに転倒して左膝半月板を損傷した。以降のシーズンを棒に振り、以降のシーズンではスタメン出場の機会が減少することになる。
福岡ドーム完成時に、球団の出版物にて、福岡ドームでやりたいプレーを「場外ホームラン」と答えている。
1994年6月に吉田修司との交換トレードで読売ジャイアンツ（以下、巨人）へ移籍した。松井秀喜が唯一スタメン落ちした試合では、三番打者、右翼手として先発出場した。この年初めて日本シリーズに出場。この西武ライオンズとの日本シリーズでは、第5戦（10月27日）で緒方耕一の満塁弾の直前の打席で10球粘って四球を選んだ。最終戦となった第6戦（10月29日）で工藤公康からタイムリー二塁打を放ち、長嶋茂雄の監督初の日本一に貢献した。
1996年も、主に代打として出場し移籍後では最多の5本塁打を放ち、左腕キラーとして活躍した。リーグ優勝に貢献した。
1997年オフは両膝の故障もあって一軍定着後としては初の一軍未出場に終わり巨人から戦力外通告を受け、入団テストを経て横浜ベイスターズへ移籍した。
1998年 チームは38年ぶりのリーグ優勝・日本一に輝いたが、岸川自身は不本意な成績に終わる。日本シリーズ開催前の同年10月15日に戦力外通告を受け、同年限りで現役を引退した。

### 引退後
引退後は九州へ戻り、教職取得を目指して1999年に第一経済大学へ入学した。午前中は通学、午後からはスポーツ・アイ ESPNで野球解説者を務めた。2001年から日刊スポーツ野球評論家も務め、2002年はRKB毎日放送野球解説者を務めた。
2003年、第一経済大学卒業と同時に巨人一軍打撃コーチに就任した。オフの原辰徳監督辞任の際、球団からは留任を要請されるが、原と共に退団した。
2004年からは再びRKB解説者、日刊スポーツ評論家。プロ野球マスターズリーグでは福岡ドンタクズに参加。
2005年にはモルツ球団に加入した。
同年10月、原の監督復帰を受け一軍打撃コーチに就任した。就任会見では「10回のうち7回の凡打を、相手に有利になるのか、自分のチームにプラスになるように出来るかという点に重点を置いて、“打線のつながり”を目指していきたい」と抱負を語った。
2007年からは二軍打撃コーチとして、坂本勇人・松本哲也を育てた。
2013年10月3日に球団より来季の契約を結ばないことを通告された。
2014年からは三たび、RKBで解説者を務めている。
2020年6月27日、巨人と新設のOBスカウトとしての契約を締結。福岡エリアの有望選手の情報を巨人に提供する役割を担う。

## 詳細情報

### 年度別打撃成績
| 年 度      | 球 団         | 試 合 | 打 席 | 打 数 | 得 点 | 安 打 | 二 塁 打 | 三 塁 打 | 本 塁 打 | 塁 打 | 打 点 | 盗 塁 | 盗 塁 死 | 犠 打 | 犠 飛 | 四 球 | 敬 遠 | 死 球 | 三 振 | 併 殺 打 | 打 率 | 出 塁 率 | 長 打 率 | O P S |
| ---------- | ------------- | ----- | ----- | ----- | ----- | ----- | -------- | -------- | -------- | ----- | ----- | ----- | -------- | ----- | ----- | ----- | ----- | ----- | ----- | -------- | ----- | -------- | -------- | ----- |
| 1985       | 南海 ダイエー | 22    | 33    | 27    | 5     | 2     | 0        | 0        | 1        | 5     | 1     | 0     | 0        | 0     | 0     | 5     | 0     | 1     | 5     | 0        | .074  | .242     | .185     | .428  |
| 1986       | 南海 ダイエー | 28    | 69    | 61    | 4     | 15    | 0        | 0        | 2        | 21    | 6     | 1     | 4        | 2     | 0     | 6     | 0     | 0     | 16    | 2        | .246  | .313     | .344     | .658  |
| 1987       | 南海 ダイエー | 7     | 4     | 3     | 1     | 1     | 0        | 0        | 1        | 4     | 1     | 1     | 0        | 0     | 0     | 1     | 0     | 0     | 2     | 0        | .333  | .500     | 1.333    | 1.833 |
| 1988       | 南海 ダイエー | 34    | 119   | 110   | 12    | 31    | 5        | 2        | 7        | 61    | 19    | 2     | 3        | 2     | 1     | 5     | 0     | 1     | 22    | 1        | .282  | .316     | .555     | .871  |
| 1989       | 南海 ダイエー | 123   | 461   | 400   | 67    | 104   | 16       | 3        | 26       | 204   | 66    | 10    | 3        | 3     | 2     | 52    | 3     | 4     | 87    | 4        | .260  | .349     | .510     | .859  |
| 1990       | 南海 ダイエー | 121   | 490   | 438   | 51    | 113   | 16       | 2        | 20       | 193   | 74    | 2     | 1        | 0     | 4     | 43    | 0     | 5     | 103   | 10       | .258  | .329     | .441     | .769  |
| 1991       | 南海 ダイエー | 79    | 315   | 267   | 39    | 69    | 14       | 0        | 20       | 143   | 61    | 5     | 1        | 0     | 2     | 42    | 3     | 4     | 68    | 6        | .258  | .365     | .536     | .901  |
| 1992       | 南海 ダイエー | 87    | 219   | 180   | 16    | 40    | 5        | 0        | 4        | 57    | 20    | 0     | 0        | 0     | 1     | 37    | 4     | 1     | 47    | 6        | .222  | .356     | .317     | .673  |
| 1993       | 南海 ダイエー | 96    | 285   | 255   | 31    | 56    | 13       | 0        | 8        | 93    | 31    | 4     | 2        | 0     | 1     | 29    | 1     | 0     | 74    | 3        | .220  | .298     | .365     | .663  |
| 1994       | 南海 ダイエー | 16    | 30    | 28    | 2     | 6     | 1        | 0        | 1        | 10    | 3     | 0     | 0        | 0     | 0     | 2     | 1     | 0     | 8     | 1        | .214  | .267     | .357     | .624  |
| 1994       | 巨人          | 25    | 39    | 34    | 5     | 7     | 1        | 0        | 1        | 11    | 5     | 0     | 0        | 0     | 0     | 5     | 0     | 0     | 7     | 1        | .206  | .308     | .324     | .631  |
| '94計      | 巨人          | 41    | 69    | 62    | 7     | 13    | 2        | 0        | 2        | 21    | 8     | 0     | 0        | 0     | 0     | 7     | 1     | 0     | 15    | 2        | .210  | .290     | .339     | .629  |
| 1995       | 巨人          | 44    | 65    | 55    | 3     | 13    | 3        | 0        | 1        | 19    | 6     | 1     | 0        | 0     | 0     | 10    | 0     | 0     | 13    | 1        | .236  | .354     | .345     | .699  |
| 1996       | 巨人          | 55    | 94    | 79    | 7     | 18    | 1        | 0        | 5        | 34    | 14    | 0     | 0        | 0     | 0     | 14    | 3     | 1     | 28    | 1        | .228  | .351     | .430     | .781  |
| 1998       | 横浜          | 7     | 7     | 6     | 0     | 1     | 0        | 0        | 0        | 1     | 0     | 0     | 0        | 0     | 0     | 1     | 0     | 0     | 2     | 0        | .167  | .286     | .167     | .452  |
| 通算：13年 | 通算：13年    | 744   | 2230  | 1943  | 243   | 476   | 75       | 7        | 97       | 856   | 307   | 26    | 14       | 7     | 11    | 252   | 15    | 17    | 482   | 36       | .245  | .335     | .441     | .776  |

- 南海（南海ホークス）は、1989年にダイエー（福岡ダイエーホークス）に球団名を変更

### 記録
- 初出場：1985年5月11日、対阪急ブレーブス7回戦（阪急西宮球場）、5回表に小川史の代打として出場
- 初先発出場：1985年8月17日、対ロッテオリオンズ19回戦（大阪スタヂアム）、4番・指名打者として先発出場
- 初安打・初本塁打・初打点：同上、4回裏に深沢恵雄からソロ

その他の記録
- 同一シーズン2球団で本塁打：1994年 ※史上3人目

### 背番号
- 44 （1984年 - 1989年）
- 8 （1990年 - 1994年途中）
- 54 （1994年途中 - 同年終了）
- 26 （1995年 - 1997年）
- 55 （1998年）
- 80 （2003年）
- 86 （2006年 - 2013年）

## 関連情報

### 出演番組
- ドラマティック プロ野球・パ!
- RKBエキサイトホークス
- THE BASEBALL RKBエキサイティングホークス
- RKBエキサイトホークス　延・長・戦!